# Bettegney-Saint-Brice
Bettegney-Saint-Brice är en kommun i departementet Vosges i regionen Grand Est (tidigare regionen Lorraine) i nordöstra Frankrike. Kommunen ligger i kantonen Dompaire som tillhör arrondissementet Épinal. År 2022 hade Bettegney-Saint-Brice 162 invånare.

## Befolkningsutveckling
Antalet invånare i kommunen Bettegney-Saint-Brice
| Referens: INSEE |